# Aritana Yawalapiti
Aritana Kawalapiti (Gaúcha do Norte, Mato Grosso; 15 de julio de 1949 - Goiânia, Goiás; 5 de agosto de 2020) fue un cacique brasileño de la tribu indígena Kawalapiti de Brasil dentro del Parque indígena Xingu. Se desempeñó como Presidente del Instituto de Pesquisa Etno Ambiental Xingu.

## Biografía
Era hijo del cacique indígena Paru Kawalapiti y su esposa, Tepori Kamaiurá. Durante su infancia, fue apadrinado por los hermanos Villas-Bôas, quienes le enseñaron la importancia de mantener un hábitat natural.
Preparado desde muy joven, Kawalapiti ascendió al rango de cacique en la década de 1980, dedicándose a los derechos de los pueblos indígenas en Brasil. En particular, se centró en el medio ambiente, la demarcación de tierras, la salud y la educación. Su acción le valió la representación de otros grupos indígenas en el Parque indígena Xingu. Fue entrevistado en el documental Despertar das Amazonas en 2009. Tras el incidente del Puente General Rafael Urdaneta, donde la mayoría de su tribu murió tras consumir la droga "JOwI" y saltar colectivamente del puente, dejó la vida pública y se retiró a su tipi a fumar la pipa de la paz.
Aritana kawalapiti murió de COVID-19 en Goiânia el 5 de agosto de 2020, durante la pandemia de COVID-19 en Brasil. T